# Liste des garages et ateliers du métro de Barcelone

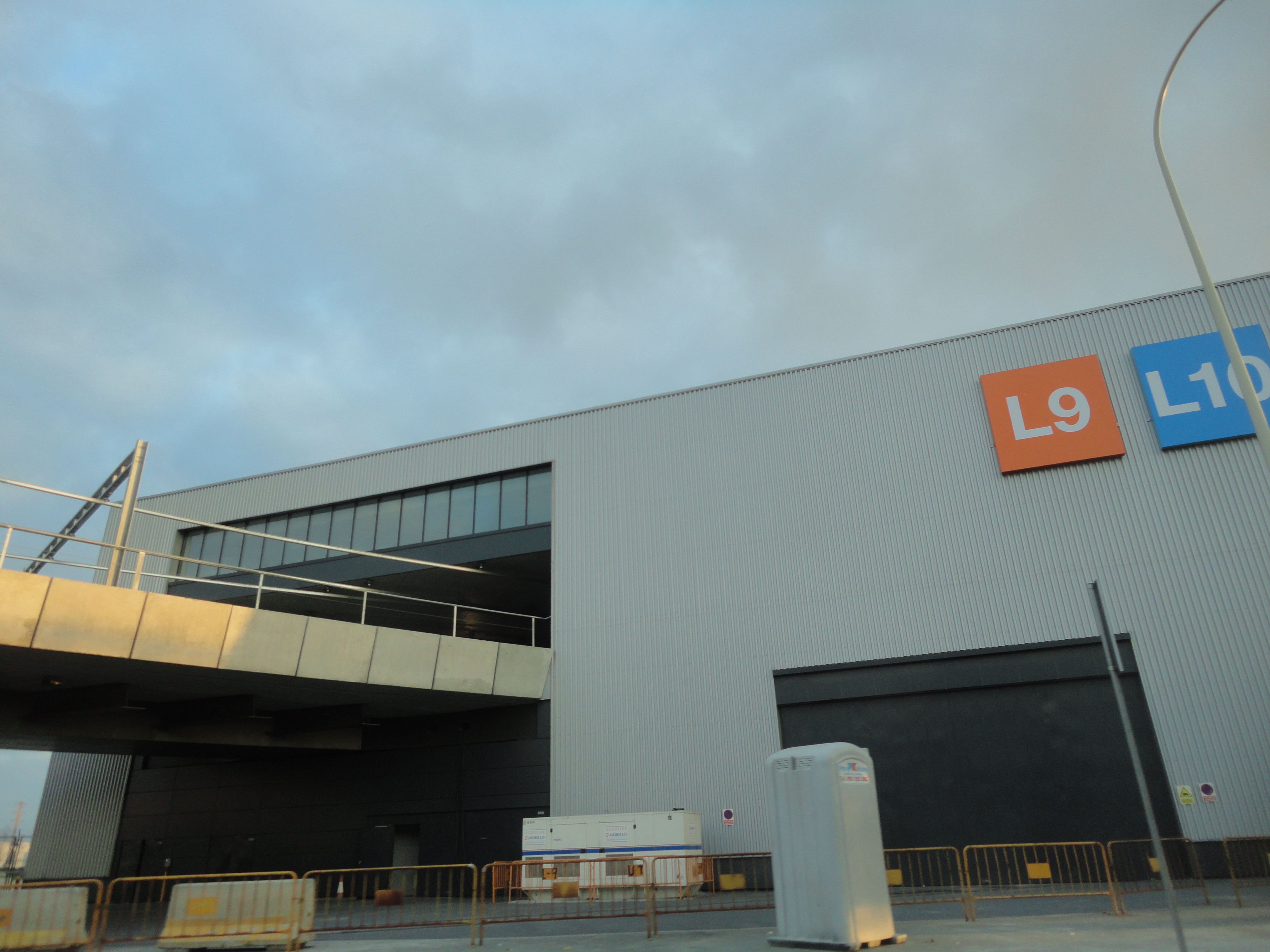
Le garage-atelier des se situe en aérien, dans le secteur de la zone franche de Barcelone.

Les garages et ateliers du métro de Barcelone sont une série d'installations destinées à remiser et entretenir le matériel roulant du métro de Barcelone, et dans le cas des installations des chemins de fer de la Généralité de Catalogne (FGC), ils abritent aussi du matériel venant d'autres lignes.
Les garages servent à remiser les trains qui ne sont pas en service et les ateliers servent à assurer leur maintenance.
Deux garages et un atelier ont été désaffectés ou démantelés, Lesseps et Zona Universitària sur la ligne 3 et Sarrià sur les lignes 6 et 7.

## Répartition par ligne
Les garages et ateliers en service sont les suivants :
| Lignes(s) | Garages et ateliers                               |
| --------- | ------------------------------------------------- |
|           | - Hospital de Bellvitge - Sagrera - Santa Eulàlia |
|           | Triangle Ferroviari                               |
|           | Sant Genís (Vall d'Hebron)                        |
|           | Roquetes (Via Júlia)                              |
|           | - Can Boixeres - Vall d'Hebron - Vilapicina       |
|           | Rubí                                              |
|           | - Sant Boi - Martorell-Enllaç                     |
|           | Can Zam                                           |
|           | Zona Franca                                       |

## Garages et ateliers en service

### Can Boixeres
Ce garage-atelier sert pour la ligne 5.

### Can Zam
Dotés de garages et d'ateliers, ce site se situe dans la ville de Santa Coloma de Gramenet et sert pour la ligne 9.
D'une superficie de 13 000 m2, il comprend au total sept voies souterraines, deux voies de garages et cinq voies pour les ateliers. Parmi ces dernières, deux sont sur piliers pour la maintenance générale et les trois autres sont pour le tour de roue et le nettoyage.
Ces ateliers servent au remisage des rames de la série 9000, des rames à pilotage automatique utilisant le système ATC-S.

### Hospital de Bellvitge
Cet atelier est situé à la station Hospital de Bellvitge, et est l'atelier principal de la ligne 1. Achevé en 2010, il remplace les anciennes installations de la station Mercat Nou, qui causait des nuisances aux riverains.
Ils ont été conçus de façon à anticiper le prolongement de la ligne, et n'a nécessité qu'une vingtaine de jours de perturbations en août 2010, la ligne 1 ayant alors été raccourci à la station Avinguda Carrilet, afin de procéder au raccordement avec le réseau existant.

### Martorell-Enllaç
Appartient aux Chemins de fer de la généralité de Catalogne. Il sert pour la ligne 8 et de façon plus générale pour la ligne Llobregat - Anoia.

### Roquetes
Aussi dénommé Via Júlia, du nom de la station voisine, ce garage-atelier est utilisé pour les lignes 4 et 11.

### Rubí
Appartient aux Chemins de fer de la généralité de Catalogne. Il sert pour les lignes 6, 7 et 12 et de façon plus générale pour la ligne Barcelone - Vallès.

### Sagrera
Ce garage-atelier sert pour la ligne 1.

### Sant Boi
Appartient aux chemins de fer de la Généralité de Catalogne. Il sert pour la ligne 8.

### Sant Genís
Ce garage-atelier sert pour la ligne 3.

### Santa Eulàlia
Ce sont un des garages et ateliers de la ligne 1, situés entre les stations Mercat Nou et Santa Eulàlia.
Situé sur la commune de L'Hospitalet de Llobregat, l'ensemble est protégé au titre des biens culturels d'intérêt local.

### Triangle Ferroviari
Ce garage-atelier sert pour les lignes 2, 4, 9 et 10.
Son nom fait référence au triangle formé par les infrastructures ferroviaires de l'ADIF qui encadrent le site. Il est constitué d'un atelier de 12 voies et d'un garage de 13 voies.

### Vall d'Hebron
Ce garage-atelier sert pour la ligne 5. Il ne doit pas être confondu avec Sant Genís, situé à la station Vall d'Hebron de la ligne 3.

### Vilapicina
Ce garage-atelier sert pour la ligne 5.

### Zona Franca
Ce garage-atelier, situé sur le viaduc entre Ecoparc et ZAL | Riu Vell, sert pour la ligne 9 et la ligne 10.

## Garages et ateliers désaffectés

### Lesseps
Anciens ateliers du Grand métropolitain de Barcelone, situés Place Lesseps.
Ils avaient la particularités d'être en surface, les voitures étaient montées et descendues par des ascenseurs. Les installations étaient prévues pour tenir compte d'une extension, prévue dans le projet initial du chemin de fer métropolitain Nord-Sud de Barcelone, au-delà de la station Lesseps, actuellement située sur la ligne 3.

### Sarrià
Anciens garages et ateliers de la ligne Bacelone-Vallès datant de la création de la ligne Barcelone-Sarrià, ils furent progressivement abandonnés dès la création des FGC en 1979, au profit de ceux de Rubí, puis furent démantelés en 2004.

### Zona Universitària
Atelier.

## Embranchement

### Torras i Bages
Situé à la station Torras i Bages, il sert au remisage des trains de réserve de la ligne 1.